# سنبورن (مینه‌سوتا)
سنبورن، مینه‌سوتا (به انگلیسی: Sanborn, Minnesota) یک شهر در ایالات متحده آمریکا است که در شهرستان ردوود، مینه‌سوتا واقع شده‌است.

## خصوصیات
سنبورن ۵٫۵۲ کیلومترمربع مساحت و ۳۳۹ نفر جمعیت دارد و ۳۳۵ متر بالاتر از سطح دریا واقع شده‌است.